# Pelusios rhodesianus
Pelusios rhodesianus är en sköldpaddsart som beskrevs av  Hewitt 1927. Pelusios rhodesianus ingår i släktet Pelusios och familjen pelomedusasköldpaddor. IUCN kategoriserar arten globalt som livskraftig. Inga underarter finns listade i Catalogue of Life.
Sköldpaddan förekommer med två från varandra skilda populationer i centrala och södra Afrika, den första från Uganda och Kenya till norra Namibia, Botswana och Zimbabwe samt den andra i östra Sydafrika och Swaziland.